# Prowincja Centralna (Papua-Nowa Gwinea)
Prowincja Centralna (ang. Central Province) – prowincja Papui-Nowej Gwinei, położona w południowo-wschodniej części kraju, nad Morzem Koralowym. Ośrodkiem administracyjnym prowincji jest stolica kraju Port Moresby, która jest wydzielona z terytorium prowincji jako Narodowy Dystrykt Stołeczny.
Prowincja Centralna ma zróżnicowaną rzeźbę terenu: od wąskiej nadbrzeżnej niziny po sięgające ponad 4000 m n.p.m. szczyty Gór Owena Stanleya ze szczytem Mount Victoria (4073 m n.p.m.). Roślinność również zmienia się w zależności od wysokości: od nadbrzeżnych namorzynów przez wilgotny las równikowy po najwyżej położone piętro alpejskie. Wzdłuż wybrzeża ciągnie się rafa koralowa.